# Paederia sambiranensis
Paederia sambiranensis är en måreväxtart som beskrevs av Anne-Marie Homolle och Christian Puff. Paederia sambiranensis ingår i släktet Paederia och familjen måreväxter. Inga underarter finns listade i Catalogue of Life.